# Crocidura congobelgica
Crocidura congobelgica — вид ссавців родини Soricidae. Зустрічається в Демократичній Республіці Конго та Уганді. Його природне середовище проживання — субтропічні або тропічні вологі рівнинні ліси.